# Cabman Kate
Cabman Kate è un cortometraggio muto del 1915 diretto da C. Jay Williams (C.J. Williams).

## Produzione
Il film fu prodotto dalla Vitagraph Company of America.

## Distribuzione
Distribuito dalla General Film Company, il film - un cortometraggio in una bobina - uscì nelle sale cinematografiche statunitensi il 1º febbraio 1915.